# Otto Alfred Ottander
Otto Alfred Ottander, född 6 oktober 1842 i Edshults församling, Jönköpings län, död 30 juni 1926 i Östervåla församling, Uppland, var en svensk präst och psalmförfattare.

## Biografi
Ottander föddes 1842 i Edshults församling. Han var son till hemmansägaren Fredrik Strid och Maria Katharina Abrahamsdotter. Ottander blev student vårterminen 1868 och avlade teoretisk praktisk teologisk examen vid Uppsala universitet 1869. Han prästvigdes 24 februari 1870 i Linköpings domkyrka och blev 10 mars 1873 komminister i Hässleby församling med tillträde 1874. Ottander avlade pastoralexamen 1874 och blev 12 december 1886 komminister i S:t Olai församling i Norrköping och tillträdde 1887. Han blev 27 april 1893 kyrkoherde i Östervåla församling med tillträde 1895.
Han blev senare kontraktsprost i Fjärdhundra norra kontrakt. Under tiden i Hässleby var han ledare för Östra Smålands Missionsförening och ansvarig utgivare för föreningens månadsblad Korsblomman och Sjunger Herranom i alla land. Han författade också andliga sånger under signaturen O. A. O. Han utgav Martin Luthers lilla katekes tillsammans med Charodotes Meurling. Ottander är begravd i Östervåla.

### Familj
Ottander gifte sig 1874 med Ossie Kristina Amalia Törnblom (1853–). Hon var dotter till kyrkoherden J. Törnblom och Rosalie Henrika Lundqvist i Ingatorps församling. De fick tillsammans barnen Anna Rosalie Maria (född 1875), Paul Otto Kristofilus (född 1876), Martin Ossian Kristofilus (född 1878), David Teodor Kristofilus (född 1880), Gustaf Emanuel Kristofilus (född 1882), Rosalie Lydia Elisabeth (född 1884), Erik Gideon Kristofilus (född 1886), Otto Georg Kristofilus (född 1888), Axel Egraim Kristofilus (1889–1891) och Knut Axel Kristofilus (född 1892).

## Psalmer
- Frukta ej, du lilla skara Guds lov
- Håll dig vid klippan Svenska Missionsförbundets sångbok 1920, nr 348. Lova Herren 1988 nr. 522. Översatt till engelska Trust in the Savior, O Precious Soul Finns på Wikisource.
- Kommen bröder, nu vi tåga publicerad i Herde-Rösten 1892 nr 180 Finns på Wikisource.
- Kom låtom oss sjunga om Jesus Guds lov
- Kom till oss, o himmelska duva Lova Herren 1988 nr.79
- Lov, ära och pris, o min Frälsare kär Guds lov
- Vi bo ej här, vi blott här nere gästa Hemlandssånger 1891 nr 449 Finns på Wikisource. översatt till engelska As Pilgrims in This World